# 大湫神明神社の大スギ

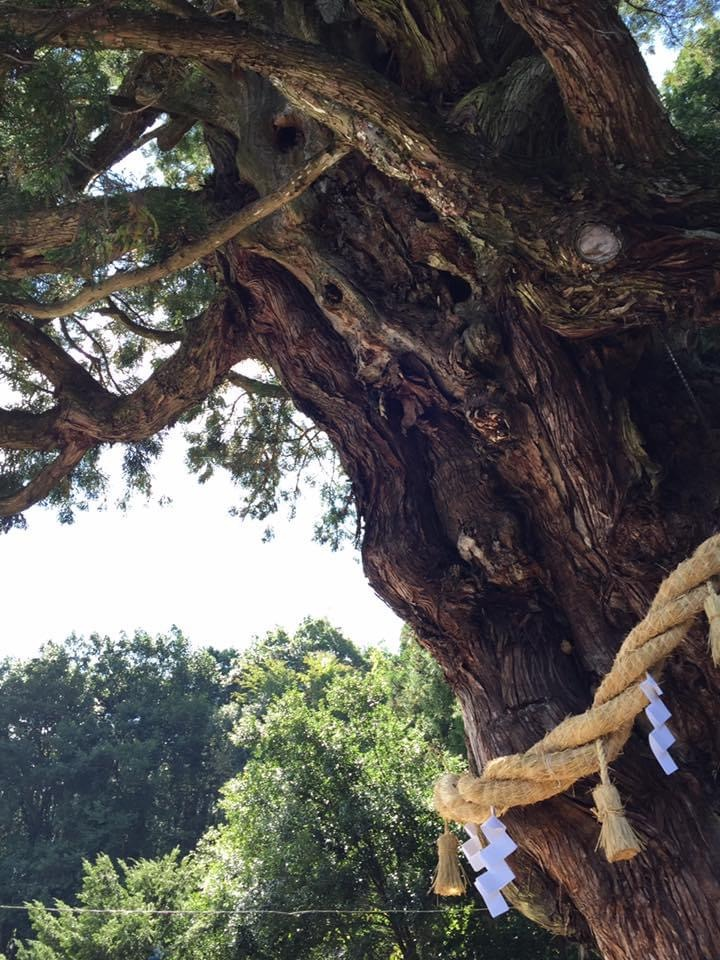
大湫神明神社の大スギ（2017年9月）

大湫神明神社の大スギ（おおくてしんめいじんじゃのおおスギ）は、岐阜県瑞浪市大湫町の神明神社境内に生育していたスギ（杉）の巨木である。推定の樹齢は1000年以上（1200年から1300年とも）といい、根元からは清水が湧き出して中山道を行きかう旅人たちの渇きをいやし、人々に親しまれ続けていた。この木は1956年（昭和31年）に岐阜県の天然記念物となったが、2020年（令和2年）7月11日に豪雨の影響を受けて倒壊した。

## 由来

### 大湫宿と大スギ
大湫の集落（旧大湫村）は瑞浪市の北東部に位置し、木曽川が渓谷を刻む南側、標高500メートル前後の大湫丘陵の上にある。地名は「大きな湿地」を意味し、やや湿潤な腐植土の土壌を持つ。
大湫の高原は、天正年間（1573年-1592年）から開拓が始まった。1604年（慶長9年）には、大湫宿が中山道の67宿の1つとして開かれた。大湫宿は江戸時代に数度の火災に見舞われたが、その都度徳川幕府と尾張藩の助成によって復旧を果たしている。大湫宿は明治維新に伴って宿駅制が廃止されると、以後は農山村化が急速に進んだ。宿場町だった時代の面影は、格子戸や塗り込め壁の古い民家などに残っている。
大湫宿の宿場町西側に、大湫神明神社が鎮座している。創建は1608年（慶長13年）と伝わり、東に鎮座する白山神社とともに旧大湫村の鎮守であった。
大湫神明神社の境内には小さな池があって、その池の脇に大きなスギの木が生育していた。大田南畝はこの大スギについて、1802年（享和2年）に著した旅日記『壬戌紀行（じんじゅつきこう）』で触れている。その記述では「駅の中なる左のかたに大きなる杉の木あり。木のもとに新明の宮をたつ」と記されていた。
大スギの根元からは「神明の清水」、「新明の泉」などとよばれる水が湧き出し、地元の人々はもとより中山道を行きかう旅人たちの渇きをいやし続けていた。地元の言い伝えによれば、かつてこの地が水不足に悩まされたとき、神社に7日間の願掛けを行った。その満願という日に、白蛇が現れてこの大スギの根元に姿を消した。人々が白蛇の消えたあたりを見たところ、水が湧き出しているのが見つかって多くの人々が救われた。その後大湫が宿場として栄えるようになると、再度の水不足に見舞われた。白蛇の言い伝えを思い出した人々が再度の願掛けを行ったところ、今度は黒蛇が現れた。黒蛇も大スギの根元に姿を消したため、人々が喜んでそこを掘るとさらに水量豊かな湧水を掘り当てたという。この水はその後も涸れることなく湧き続け、大湫の人々の貴重な飲料水となった。
大湫の人々は毎年9月下旬に、藁で大しめ縄を作って大スギに掛けていた。大スギは目通り（周囲）約11メートル、高さ約40メートルを測り、瑞浪市内で最大の巨木であった。この大スギの近くで似た環境のもとに生育していたスギ（目通り7メートル）を伐採したところ800の年輪を数えたことから、樹齢は推定で1000年以上（1200年から1300年とも）といい、大湫神明神社の神木として崇敬されていた。1955年（昭和30年）11月6日に瑞浪市の天然記念物に指定されたとき、樹高は60メートルを測った。1956年（昭和31年）6月22日、岐阜県の天然記念物となっている。

### 突然の倒壊
大スギは何度も落雷の被害に遭っていたが、そのたびに生き延びていた。2004年（平成16年）5月31日に雷が直撃し、大スギの先端が枯れ始めた。このときは大スギの最上部7メートルを切り詰めて枯損を防いだ。
2005年（平成17年）に瑞浪市の文化課（のちにスポーツ・文化課となる）が大スギの調査を実施した。その結果は樹勢衰退度は5段階のうち軽い方から2番目ということであった。この結果は、住民たちに大スギの今後について危惧させることになった。2012年（平成24年）には住民たちが枝を払ったり根元をカヤで覆って根の損傷を防いだりして、地域のシンボルとして大スギの保護に努めていた。
行政も大スギの保護に動いていた。2010年（平成22年度）末から大スギの保護を目指して瑞浪市と岐阜県の文化財保護事業の補助を受けた維持保存措置が実施可能となり、2012年（平成24年度）の夢づくり地域交付金事業費（ステップアップ型）の活用が承認された。同年1月から、現地調査などを行った上での保存措置が約7,800,000円の予算をかけて行われた。この調査の過程で、大スギが過去に3回程度落雷の被害を受けていたことが判明している。
大スギの最期は、突然のことであった。2020年（令和2年）7月は、梅雨前線の停滞などの影響によって日本各地に豪雨が続いていた（令和2年7月豪雨）。瑞浪市にも土砂災害警報情報が発令されていたが、7月11日の夜は一時的に雨の勢いが弱まっていた。
同日午後10時40分ごろ、神社近くの住民から「杉が倒れた」と通報があった。倒れた方向にはイチョウの木が生育しており、その木にもたれかかるようにゆっくりと倒れた様子であったという。人的被害は出なかったが、隣の住宅の一部が破損し、電線を引っかけたために停電（大湫地区の40世帯）も発生した。大スギが住宅の出入り口をふさいだために、出入りができなくなった住人もいた。
折れた大スギは根元付近から抜けるように倒壊していて、豪雨の影響で地盤が緩んだことが原因とみられる。近くに住む女性の証言によれば「バサバサ」という音が聞こえた後に大きな音がして停電が発生した。女性が驚いて外に出たところ、「目の前が杉の木で埋まっていた」という。
倒壊の翌日から、現地では大スギの撤去作業が始まった。作業に取りかかっていた地元の男性は「根の周りの土を入れ替えたりして手は尽くしてきたが、いつかは倒れると思っていた。けが人が一人もでなかったことが救い」と取材に答えていた。倒壊のニュースを見て三重県から大湫まで駆けつけてきた造園業の男性は、大スギの巨大さに対しての根の浅さを指摘し「この10年ほどで風水害で倒れる巨木が増えた気がする。何らかの対策に力を入れるべきだろう」と述べている。
同月16日、大スギの下敷きとなって押しつぶされた蔵に収められていた木剣がほぼ無傷の状態で発見された。この木剣は、2013年（平成25年）に地元に住む彫刻家の男性が大スギの枝で作って奉納したものであった。地元の人々は倒壊で人的被害が出なかったことに続く「奇跡」として喜び、制作した男性も「地域や僕の気持ちの勇気づけになる。そりゃあ、うれしい」と同じく喜びを語った。剣は製作者が自ら汚れを落とした後、神社の復旧後に再度奉納する予定である。

## 交通アクセス
所在地
- 岐阜県瑞浪市大湫町398 大湫神明神社境内[2]

交通
- JR東海中央本線釜戸駅から岐阜県道65号恵那御嵩線（旧中山道）を車で約15分[2]。